# Batalla de Gibraltar (1607)
La batalla de Gibraltar fue un combate naval acaecido el 25 de abril de 1607 durante la guerra de los Ochenta Años en el que una flota de las Provincias Unidas de los Países Bajos sorprendió y atacó durante cuatro horas a la flota española amarrada en la bahía de Gibraltar. La batalla terminó con una victoria neerlandesa.

## Fuerzas
La flota atacante, dirigida por Jacob van Heemskerk, constaba de 26 barcos de guerra y cuatro cargueros. El buque insignia de esta flota era el Æolus, y lo acompañaban, entre otros, De Tijger, De Zeehond, De Griffioen, De Roode Leeuw, De Gouden Leeuw, De Zwarte Beer, De Witte Beer y De Ochtendster.
Los españoles, bajo el mando de Don Juan Álvarez de Avilés, tenían fondeados en la bahía 21 barcos, incluyendo 10 galeones de los más grandes. El buque insignia de éstos era el San Agustín, a cargo del hijo de Don Juan. Asimismo, estaban presentes los barcos Nuestra Señora de la Vega y Madre de Dios.

## Batalla
Van Heemskerk dejó algunas de sus naves a la entrada de la bahía para evitar que salieran los barcos españoles. La flota holandesa se adentró en la bahía y concentró su ataque contra el San Agustín.
Van Heemskerk resultó muerto en el primer acercamiento a los españoles a consecuencia de las heridas sufridas en una pierna por una bala de cañón. Los holandeses desdoblaron su flota y atacaron a la flota española, que se encontraba mal posicionada ya que los cañones de las fortificaciones terrestres no podían darle apoyo. Ambas flotas perderían varios buques si bien la victoria se decantó del lado holandés, que tuvo que lamentar algo más de 300 bajas por casi 500 de los españoles. 
La posibilidad de tener que enfrentar las baterías costeras y el nutrido fuego de mosquete que recibían desde tierra hizo a los holandeses desistir de atacar la propia plaza de Gibraltar, ya que habían conseguido la destrucción (no lograron capturar buque alguno) de cinco de los españoles. Las propias tropas españolas quemaron varios buques mercantes holandeses que habían sido capturados previamente para evitar su represa, resultando quemado también un buque francés. Los holandeses pusieron varios botes en el agua a fin de rematar a los náufragos (bien que muchos de estos eran de sus propios buques mercantes capturados), de hecho un patache holandés (buque ligero) sería capturado en la propia bocana del puerto.

## Consecuencias
La batalla naval fue la primera gran victoria naval de la flota neerlandesa sobre la flota española. Consolidó a las Provincias Unidas de los Países Bajos como potencia naval mundial, tuvo además un gran valor anímico para ese país y finalmente también contribuyó a la Tregua de los doce años dos años más tarde, donde las Provincias Unidas de los Países Bajos consiguieron la independencia de facto de España.